# 赵家沟
赵家沟是中華人民共和國上海市浦東新區北部的一條河流，全長10.8千米，西起黃浦江，東至隨塘河。赵家沟從明朝明神宗萬曆二十五年（1597年）至中華人民共和國成立以後一共疏浚過17次。